# Liste von Militärbibliotheken
Dies ist eine Liste von Militärbibliotheken. Die folgende Übersicht zu den Militär-Bibliotheken führt auch historische bzw. ehemalige Bibliotheken und solche auf, deren Bestände sich heute in denen anderer Bibliotheken befinden. Einen Schwerpunkt der Liste bilden Bibliotheken im deutschen Sprachraum. Sie ist thematisch weit gefasst und erhebt keinen Anspruch auf Aktualität oder Vollständigkeit.

Von dem Historiker Thomas Fuchs wurde festgestellt, dass Militärbibliotheken vor der Mitte des 20. Jahrhunderts wichtige Trägerinstitutionen gesellschaftlicher Entwicklungen waren: 

„Dem Bildungsimpuls der Aufklärung verdankte das militärische Bibliothekswesen seine Entstehung in der zweiten Hälfte des 18. Jahrhunderts, sowohl in bezug auf den sich zur Humanität erziehenden als auch auf den waffentechnisch und taktisch ausgebildeten Offizier. Die Militärbibliotheken waren wichtige Träger des neuen militärwissenschaftlichen Paradigmas; als sozialer Ort spielten sie überdies eine herausragende Rolle für die Aufklärungsbemühungen des Offiziersstandes.“

## Übersicht
- Bayerische Armeebibliothek (Ingolstadt, Bayern, Deutschland)
- Bibliothek der Grenztruppen der DDR, Halberstadt, DDR
- Bibliothek der Militärakademie „Friedrich Engels“, Dresden, DDR
- Bibliothek des Zentrums für Militärgeschichte und Sozialwissenschaften der Bundeswehr, Potsdam
- Bibliothek am Guisanplatz, Bern (bis 2007 Eidgenössische Militärbibliothek, EMB), Schweiz
- Bibliothèque Militaire, Lyon, Frankreich
- Bibliothek der École militaire in Paris, Frankreich
- Französische Garnisonsbibliotheken[2]
- Militärbibliothek Armée de terre
- Militärbibliothek der Artillerieschule in Metz
- Militärbibliothek in Vincennes, Frankreich
- Bibliothèque militaire de Cambridge, Halifax, Nova Scotia, Kanada
- Centralna Biblioteka Wojskowa im. Marszałka Józefa Piłsudskiego (CBW), Warschau, Polen
- Deutsche Heeresbücherei der Reichswehr, Berlin
  - Zweigstellen der Heeresbücherei in Wien und in Prag
- Deutsche Militärbibliothek (Strausberg bei Berlin), später Umzug und Umbenennung in Militärbibliothek der DDR
- Eidgenössische Militärbibliothek (Bern, Schweiz)
- Forschungszentrum für Militärwissenschaftliche Informationen der Chinesischen Akademie der Militärwissenschaften 中国人民解放军军事科学院军事科学信息研究中心 Zhōngguó rénmín jiěfàngjūn jūnshì kēxuéyuàn jūnshì kēxué xìnxī yánjiū zhōngxīn (Militärbibliothek der Akademie der Militärwissenschaften der chinesischen Volksbefreiungsarmee (中国人民解放军军事科学院军事图书资料馆 Zhōngguó rénmín jiěfàngjūn jūnshì kēxuéyuàn jūnshì túshū zīliào guǎn))
- Grossherzoglich-Hessische Militärbibliothek (Darmstadt), jetzt Universitäts- und Landesbibliothek Darmstadt
- Großherzoglich Oldenburgische Militär-Bibliothek (Landesbibliothek Oldenburg, Oldenburg, Deutschland)
- Heeresbücherei in Belgrad, Serbien
- K.u.k. Marinebibliothek (Österreich; Kroatien)
- Königlich Bayerische Armeebibliothek, siehe Bayerische Armeebibliothek
- Library of the East India Company
- Militärbibliothek (Bundeswehr) (Dresden, Deutschland)
- Militärbibliothek der DDR (Dresden, Deutsche Demokratische Republik)
- Universitätsbibliothek der Helmut-Schmidt-Universität (Hamburg, Deutschland)
- Italienische Militärbibliothek in Varallo Sesia (siehe auch Società Italiana di Storia Militare)
- Biblioteca Militare Centrale des italienischen Heeres in Rom
- Militärbibliothek CEDOCAR
- Militärbibliothek in Basel
- Militärbibliothek Breslau (s. a. Wehrkreisbücherei Breslau)
- Militärbibliothek Celle
- Militärbibliothek Freiburg i. Br.
- Militärbibliothek Gleiwitz
- Militärbibliothek Frankfurt a. d. Oder
- Militärbibliothek Hannover
- Militärbibliothek Insterburg
- Militärbibliothek Mainz
  - Königliche Militärbibliothek Mainz
- Militärbibliothek Halle a.d. Saale
- Militärbibliothek des VIII. Armee-Korps, Koblenz
- Militärbibliothek Köln
- Militärbibliothek Leipzig
- Militärbibliothek Münster
- Militärbibliothek Rastatt
- Militärbibliothek der XVII. Div., Schwerin i. M.
- Militärbibliothek Torgau
- Militärbibliothek der Republik Bern
- Militärbibliothek des Kantons Aargau (Aarau)
- Militärbibliothek des Kantons Zürich
- Militärbibliothek der IV. Division, Luzern
- Militärische Fachbibliothek der Offiziershochschule der Grenztruppen der DDR „Rosa Luxemburg“, Suhl, DDR
- Militärische Fachbibliothek Wildpark-West (Kommando Landstreitkräfte der NVA), Geltow, DDR
- Militärschulbibliothek  (Artillerieschule Jüterbog,  Kriegsschule  Anclam,  Kriegsschule  Hannover)
- NATO Multimedia Library, Brüssel
- Österreichische Militärbibliothek (Wien, Österreich)
- Pritzker Military Museum & Library (Chicago, Illinois, Vereinigten Staaten)
- RUSI Library of Military History, London
- Schweizerische Militärbibliothek, siehe Eidgenössische Militärbibliothek
- Ústřední vojenská knihovna Prag, slowakische zentrale Militärbibliothek
- Wehrbereichsbibliothek I (Kiel), in der Universitätsbibliothek der Universität der Bundeswehr Hamburg
- Wehrbereichsbibliothek II, in der Gottfried Wilhelm Leibniz Bibliothek, Hannover
- Wehrbereichsbibliothek III, Düsseldorf, in der Zentralbibliothek der Bundeswehr
- Wehrbereichsbibliothek IV, Mainz
- Wehrbereichsbibliothek V, Stuttgart
- Wehrbereichsbibliothek VI, München
- Wehrbereichsbibliothek XI[3]
- Wehrkreisbüchereien (Dresden, Hannover, München, Nürnberg, Wiesbaden)
- Weimarer Militärbibliothek (Herzogin Anna Amalia Bibliothek, Weimar)
- Wojennaja biblioteka Fjodorowa (russisch Военная библиотека Фёдорова Voennaja biblioteka Fëdorova), Russland
- Zentralbibliothek der Bundeswehr (Düsseldorf, später über Dresden unselbständig nach Strausberg verbracht; Deutschland)
- Zentralarchiv des Verteidigungsministeriums der Russischen Föderation (russ. Центральный архив Министерства обороны Российской Федерации)
- Zentrale Marinebibliothek, St. Petersburg, Russland (russ. Центральная военно-морская библиотека)
- Zentrale Militärbibliothek, Zentraler Militärklub, Sofia, Bulgarien